# Ohne Dich kann ich nicht leben
Ohne Dich kann ich nicht leben (Alternativtitel: Vergiß mein nicht, italienischer Titel: Vento di primavera) ist ein deutsch-italienischer Spielfilm aus dem Jahr 1958. Regie führten Giulio Del Torre und Arthur Maria Rabenalt. Die Hauptrollen waren mit Sabine Bethmann, Erich Winn und dem italienischen Star-Tenor Ferruccio Tagliavini besetzt. Das Drehbuch verfassten Gina Falckenberg und Aldo de Benedetti. In der Bundesrepublik Deutschland kam der Streifen das erste Mal am 24. Oktober 1958 in die Kinos. In Italien passierte er am 20. Januar 1959 die Zensur.

## Handlung
Elisabeth Klinger reist nach Rom, wo sie die Anstellung bei einer deutschen Firma bekommen hat. Im Flugzeug freundet sie sich mit dem italienischen Jungen Dino an, der sich ohne Begleitung in der Maschine befindet. Nach der Landung trennen sich ihre Wege auch schon wieder. Rudolf Ahrens, der Elisabeth abholt, ist von seiner neuen Mitarbeiterin begeistert und bietet sich ihr gleich als Fremdenführer an. Weil Rudolf Elisabeth auch nicht unsympathisch ist, lässt sie sich gerne darauf ein. So nach und nach entsteht zwischen den beiden ein herzliches Verhältnis. Dieses endet jedoch jäh, als Elisabeth infolge eines Missverständnisses zu glauben beginnt, sie sei für ihren Verehrer nur eine flüchtige Liebelei. Ohne sich mit Rudolf auszusprechen, verlässt sie ihn.
Nach einem Konzert lernt Elisabeth den berühmten Tenor Aldo Morani kennen. Für ihn ist es Liebe auf den ersten Blick. Anfangs zögert Elisabeth noch, sein Werben zu erhören, weil sie in Gedanken immer noch bei Rudolf Ahrens weilt; als sie aber den Sohn des Sängers kennenlernt, ändert sie sofort ihre Meinung. Sein Sohn ist – der kleine Dino! Es dauert nicht lange, und Elisabeth wird Moranis Frau.
Einige Jahre sind vergangen, da begegnet Elisabeth erneut Rudolf Ahrens. Inzwischen weiß sie auch, dass sie ihm seinerzeit Unrecht getan hat. Bei beiden flackert die alte Liebe wieder auf. Rudolf bittet Elisabeth, zu ihm zurückzukehren. Morani fühlt, was seine Gattin bewegt und wie sie darunter leidet. Deshalb gibt er sie frei. Letztendlich kommt Elisabeth aber zu dem Schluss, dass ihr wahrer Platz an der Seite ihres angetrauten Mannes und dessen Sohn Dino ist.

## Musik
In dem Film werden u. a. folgende Lieder gesungen:
- Vergiss mein nicht von Ernesto De Curtis mit einem Text von Domenico Furno in der deutschen Fassung von Ernst Marischka,
- Deine Liebe ist mein ganzes Leben von Willy Mattes auf den Text von Carl Niessen und
- das „Wiegenlied“ (Tausend Englein im Chor singen Dir etwas vor) nach Franz Schubert auf einen Text von Ernst Marischka.

## Produktionsnotizen
Die Außenaufnahmen entstanden in Rom, Neapel und am Strand von Ostia. Die Bauten stammen von den Filmarchitekten Wolf Englert und Ernst Richter. Willy Mattes komponierte die Musik. Es spielte das Orchester der Wiener Volksoper unter der Leitung von Nino Verchi.

## Kritik
„Abgewandelte Neuauflage der rührseligen Geschichte des Gigli-Films von 1935, diesmal jedoch ungeniert verlogen und rundum zweitklassig.“

## Quelle
- Programm zum Film, erschienen im Verlag Das neue Film-Programm GmbH, Mannheim, Nr. 4104